# Inside (Monica)
Inside è un singolo della cantante statunitense Monica scritto da Diane Warren e prodotto da David Foster, estratto dal secondo album della cantante, The Boy Is Mine, e pubblicato esclusivamente per il mercato europeo.

## Composizione e testo
Inside è il secondo singolo della cantante scritto dalla celebre Diane Warren e prodotto da David Foster, dopo For You I Will del 1997. Si tratta della tipica ballata pop con influenze soul e R&B che rispecchia lo stile dei sue musicisti. Il testo infatti, in linea con la maggior parte delle canzoni scritte da Warren, affronta le sofferenze derivanti dalla fine di un amore e dal rivedere l'ex fidanzato. Monica nella prima strofa racconta di aver incontrato il suo ex qualche sera prima insieme alla sua nuova fiamma, e che questi le ha chiesto come stava; lei ha risposto di stare bene e gli ha sorriso dicendogli che le ha fatto piacere rivederlo. Con l'inizio del ritornello la cantante rivela il suo vero stato d'animo, che conserva tutto dentro di sé: ammette di morire e piangere internamente, ma non vuole lasciare vedere al suo ex cosa le ha causato la rottura. Nella seconda strofa racconta che quando lui la chiama lei non sa che dire, e che quando lui le racconta che l'ha pensata e che è molto contento che possano essere amici, lei risponde che la sofferenza è finita, ma in realtà è tutta una finta.

## Video
Il videoclip della canzone è stato diretto da Earle Sebastian e rispecchia il testo del brano. Vediamo Monica infatti in una festa acasa di amici, che si irrigidisce non appena entra un ragazzo. Durante il video c'è un montaggio alternato che mostra immagini della cantante e del suo ex che si aggirano tra le stanze e i corridoi della casa. Viene mostrata l'artista anche fuori dall'abitazione, che canta contro un muro vicino alla piscina.

## Ricezione
Il singolo è stato pubblicato solo in Europa nel marzo 1999, ma non è entrato in nessuna classifica ufficiale. È uno dei singoli meno conosciuti della cantante, a causa dell'insuccesso ottenuto.